# Leonhard Stock
Leonhard Stock (n. 14 martie 1958, Finkenberg, Tirol, Austria) este un schior alpin ce a reprezentat Austria, medaliat olimpic. A participat la 2 ediții ale Jocurilor Olimpice (1980, 1988) în care a câștigat o medalie de aur.